# Xia Xiang

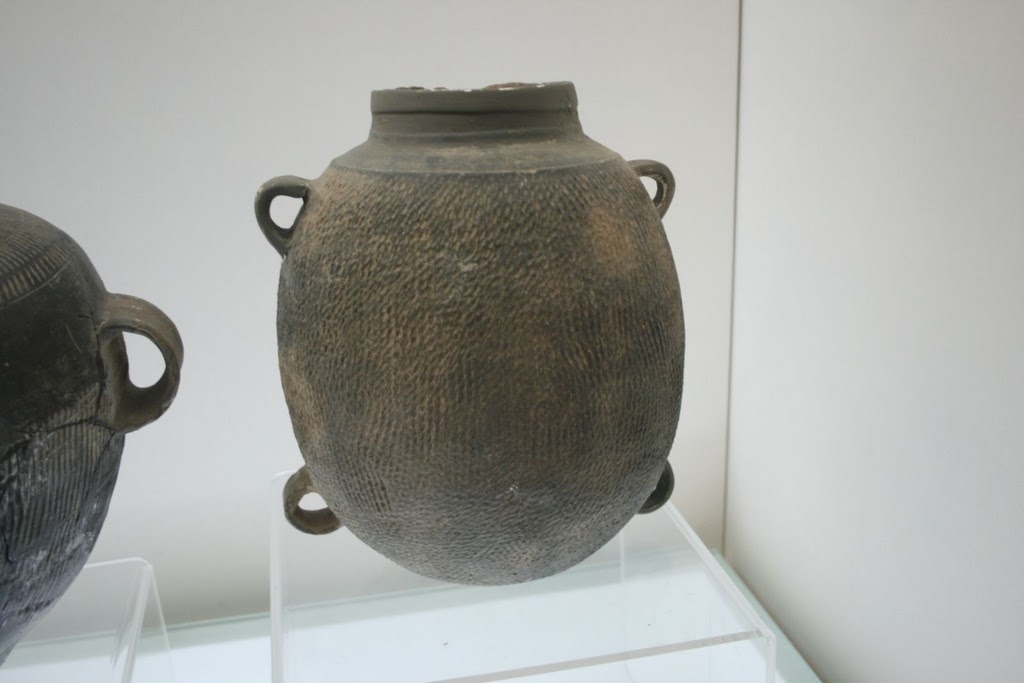
Vaso della dinastia Xia

Xia Xiang è il nome completo di Xiang (相T, XiāngP), quinto re della dinastia Xia, figlio di Zhong Kang e padre di Shao Kang.
Gli annali di bambù riportano che Xiang, nel quinto anno, attaccò Huai Yi, il secondo anno attaccò Feng Yi.
Al settimo anno c'è la visita di Yu Yi.
Il capo del clan Youqiong, Houyi, iniziò una ribellione e prese il potere politico con la forza e si affidò a duchi e principi con lo stesso cognome del clan "Chen Xun".
In seguito Houyi fu ucciso dal suo primo ministro Hanzhuo.
Hanzhuo mandò anche dei soldati a sterminare il clan Chen Xun, uccidendo anche lo stesso Xiang.